# 弃九数
“弃九法”也叫做弃九验算法，利用这种方法可以验算加、减计算的结果是否错误。把一个数的各位数字相加，直到和是一个一位数（和是9，要减去9得0），这个数就叫做原来数的弃九数。
例如：验算314512351+157524651=472037002是否正确，可计算314512351、157524651和472037002的弃九数，即：
- 3+1+4+5+1+2+3+5+1=25，2+5=7。所以314512351的弃九数是7。
- 1+5+7+5+2+4+6+5+1=36，3+6=9，9-9=0。所以157524651的弃九数是0。
- 4+7+2+0+3+7+0+0+2=25，2+5=7。所以472037002的弃九数是7。
- 7+0=7。所以314512351+157524651=472037002正确。

但弃九法有其局限性，包括：
1. 计算结果多写或少写0或9，弃九数不变。如：1236和12036的弃九数都是9。
2. 计算结果中数字的顺序错误，弃九数不变。如：1236和1263的弃九数都是9。
3. 计算结果错误，但弃九数正确。如：1236和1227的弃九数都是3。